# المعهد العالي للفنون السينمائية
المعهد العالي للفنون السينمائية في سوريا، هو معهد عال يقع في دمشق أحدث بموجب القانون رقم (6) لعام 2021، الذي أصدره الرئيس السوري بشار الأسد بتاريخ يوم 11 شباط 2021.

## النظام الداخلي
يهدف المعهد، بموجب قانون إحداثه، إلى تخريج المتخصصين والتدريب والتأهيل وتقديم الاستشارات في مختلف مجالات الفن السينمائي لتحقيق نهضة فنية في هذه المجالات.

### الدرجات العلمية
أ-إجازة في الفنون السينمائية.
ب-دبلوم تأهيل وتخصص في الفنون السينمائية.
ج-ماجستير تأهيل وتخصص في الفنون السينمائية.
ويتولى إدارة المعهد كل من مجلس المعهد العالي للفنون السينمائية وعميد المعهد العالي للفنون السينمائية.

### الاختصاصات
1- منح الدرجات العلمية لخريجي المعهد.
2- اعتماد قواعد قبول الطلاب في المعهد.
3- اعتماد إحداث أقسام واختصاصات جديدة في المعهد.
4- الموافقة على التوزيع العام للدروس والمحاضرات في المعهد.
5- الإشراف العام على سير الامتحانات بما في ذلك تحديد كيفية تعيين الممتحنين ولجان الامتحانات والمراقبين ومدد اشتغالهم بها ومقدار مكافآتهم وواجباتهم ومسؤولياتهم.
6- الموافقة على إقامة الدعاوى باسم المعهد وإقرار المصالحة والتحكيم والتنازل عن الدعاوى بعد موافقة الجهات المعنية.
7- اقتراح تعيين أعضاء الهيئة التدريسية ونقلهم وندبهم وإعارتهم وقبول استقالتهم وجميع الأمور الأخرى المتعلقة بأوضاعهم الوظيفية.
8- الموافقة على التعاقد مع الخبراء السوريين والعرب والأجانب وفق القوانين والأنظمة النافذة.
9- قبول التبرعات والمنح والهبات والاعانات والمساعدات التي تقدم للمعهد وفق القوانين والأنظمة النافذة.
10- وضع الخطط لتنمية أعضاء الهيئة التدريسية من حيث العدد والمستوى والتوزع.
11- وضع قواعد الإيفاد لحضور المؤتمرات والندوات والدورات.
12- توزيع المنح والهبات والمساعدات المقدمة للبحوث العلمية وفق القوانين والأنظمة النافذة.
13- إعداد خطط المعهد والموافقة على مشروع موازنته وتوزيع اعتماداتها.
14- الموافقة على إحداث مراكز متخصصة ملحقة بالمعهد.
15- تحديد أسعار الكتب والمراجع والدوريات والمطبوعات الخاصة بالمعهد.
16- اقتراح القواعد العامة لأجور المتعاقدين والباحثين والمحاضرين والأساتذة الزائرين والمكلفين بالأعمال التطبيقية وتعويضاتهم ومكافآتهم.
17- إيقاف الدراسة في المعهد بعضها أو كلها.
18- إقرار التقرير السنوي الذي يعده العميد عن الشؤون العلمية والتدريسية والإدارية والمالية.
19- إبداء الرأي في جميع الأمور التي يعرضها عليه عميد المعهد العالي.
20- ويختص بصورة عامة بجميع الشؤون العلمية والتعليمية والبحثية والإدارية والتنفيذية والمالية المتعلقة بالمعهد وذلك بما لا يتعارض مع اختصاصات المجالس الأخرى.
أصدرت وزيرة الثقافة الدكتور لبانة مشوح قراراً بتعيين المخرج السينمائي والتلفزيوني “باسل الخطيب” عميداً لـ”المعهد العالي للفنون السينمائية”، وذلك بعد شهرين من إحداث المعهد.